# Wolf (Band)
Wolf ist eine schwedische Heavy-Metal-Band. Der All Music Guide sieht sie stark von Iron Maiden inspiriert.

## Bandgeschichte
Wolf wurde 1995 gegründet. Im Jahr 2000 erschien das Debütalbum Wolf. 2002 spielte die Band auf dem Wacken Open Air und veröffentlichte das zweite Album Black Wings. 2004 erschien Evil Star. Im Jahr 2005 spielte Wolf auf dem Rock-Hard-Festival, außerdem wurde der Schlagzeuger Daniel Bergkvist durch Tobias Kellgren ersetzt. 2006 wurde das vierte Album The Black Flame veröffentlicht. Am 7. Juli 2007 gab Wolf bekannt, dass Mikael Goding die Band verlässt, Anders „Tornado“ Modd kam als neuer Bassist zur Band.

## Diskografie

### Alben
- 2000: Wolf (No Fashion Records)
- 2002: Black Wings (No Fashion Records)
- 2004: Evil Star
- 2006: The Black Flame
- 2009: Ravenous
- 2011: Legions of Bastards
- 2014: Devil Seed
- 2020: Feeding the Machine[1]
- 2022: Shadowland

### Singles
- 1999: In the Shadow of Steel
- 1999: The Howling Scares Me to Death
- 2002: Night Stalker
- 2004: Wolf’s Blood
- 2009: Voodoo

### Sonstiges
- 1995: Demo I
- 1996: Demo II
- 2001: Moonlight (EP)